# 中校

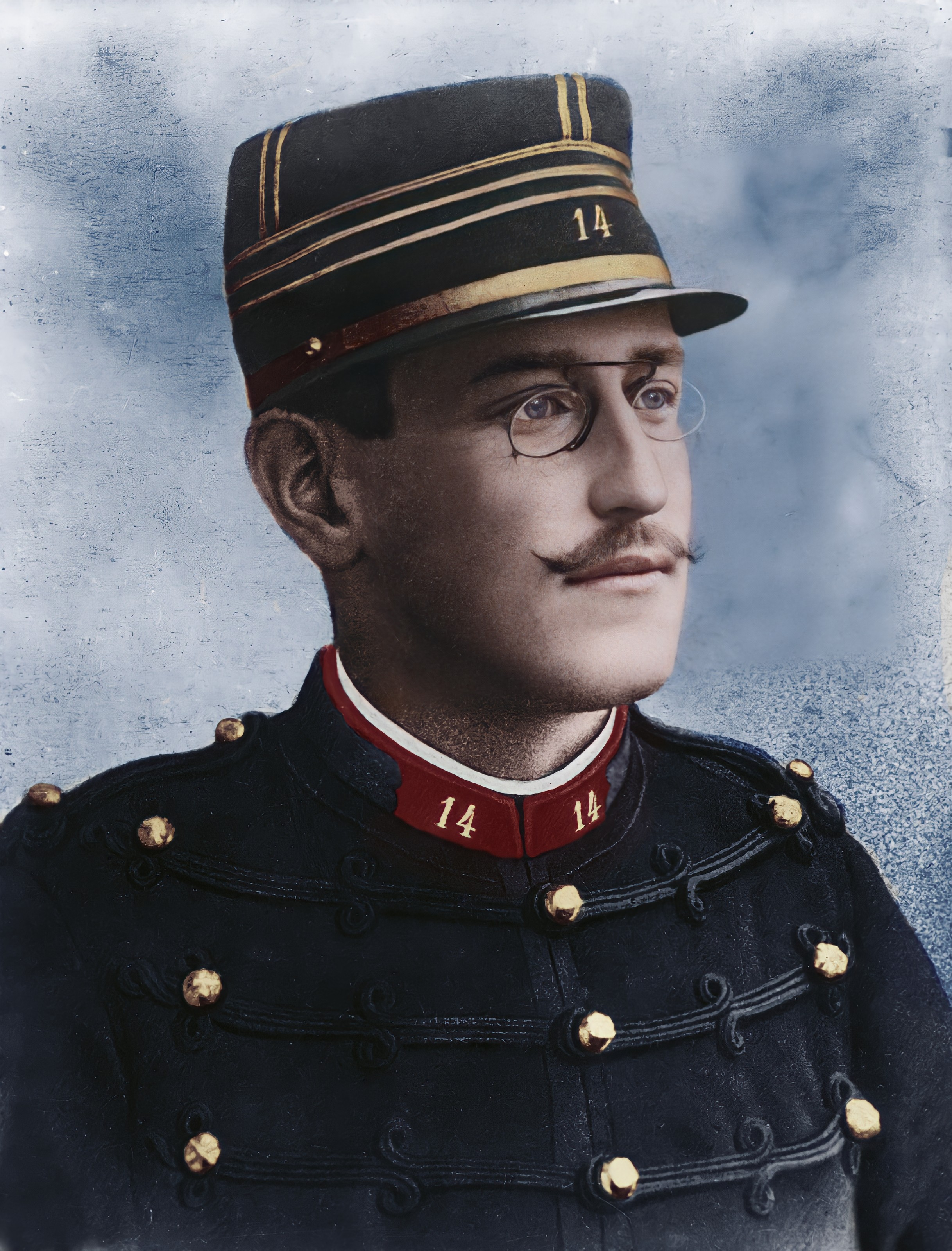
阿尔弗雷德·德雷福斯，一戰時的法國陸軍中校

中校是介於少校和上校之間的軍銜。英文裏，陆军等军种称中校为Lieutenant Colonel，美國海军称为Commander。英国皇家空军则称为Wing Commander。在日本，二戰戰敗前日軍称为中佐，戰敗後自衛隊則依陸、海、空部隊分稱為2等陸佐、2等海佐及2等空佐，相當於陸軍中校、海軍中校及空軍中校。

## 美國
在美國陸軍和美國海軍陸戰隊中，中校通常指揮一個營或中隊大小的單位（300至1,200名士官兵），一名少校擔任執行官 (XO) 和一名士官長(陸戰隊) 作為營士官長。中校還可以擔任旅/旅戰鬥隊、團/團戰鬥隊、海軍航空隊 (MAG)、海軍陸戰隊遠征部隊 (MEU) 或營特遣隊執行官。中校通常擔任主要參謀，在上校擔任參謀長的領導下，在師、海軍遠征旅 (MEB)、海軍艦載機聯隊 (MAW) 或海軍後勤大隊的總參謀部（“G”參謀）（MLG）。 這些工作職位包括G-1（行政和人事）、G-2（情報）、G-3（運營）、G-4（後勤）、G-5（規劃）、G-6（計算機和通信）、G-9（民政事務）。“G-n”可能意味著特定的參謀部門或領導一個部門的參謀，中校也可能是各種更高梯隊的初級參謀。
在美國空軍中，中校通常擔任中隊（Squadron）指揮官，資深的中校也有可能佔缺（Acting rank）擔任大隊（Group）指揮官。中校在接管自己的中隊之前，也可以在作戰大隊的一個中隊中擔任作戰主任（DO）（這對於飛行部隊的額定軍官來說很常見），或擔任大隊的副指揮官，在維護、任務支持或醫療大隊。中校也可能在總參謀部任職，也可能是一些聯隊參謀部的負責人。部分中校擔任大隊指揮官，最常見的是在空軍預備役司令部和空軍國民警衛隊的部隊中。

美國陸軍中校肩章
美國海軍中校肩章、袖章及配章
美國空軍中校肩章
美國海軍陸戰隊中校肩章

## 中華民國
中華民國國軍
- 國防部本部及直屬機關：參謀、軍法官
  - 軍備局：秘書
  - 全動署：視察、秘書、專員
- 三軍司令部：參謀
- 國安會及附屬機關：科長、助理研究員、專員、分析師、設計師、教官、臺長、編審、小組長、研譯員
- 陸軍：營長、副旅長
- 海軍：二級艦艇艦長、馬祖及東引基地指揮部指揮官。
- 空軍：中隊長、副大隊長

海洋委員會海巡署
- 分署：副隊長、科長、主任、室主任、專員

中華民國陸軍中校肩章
中華民國海軍中校肩章及袖章
中華民國海軍陸戰隊中校肩章
中華民國空軍中校肩章
海洋委員會海巡署薦任八職等、警正二階、中校肩章
海洋委員會海巡署薦任九職等、警正一階、中校肩章

## 中華人民共和國
中國人民解放軍中校的陆军部队则可担任正团职，副旅职，副团职，正营职。由于设有大校一级（英语：Captain)，海军中校的英文翻译为“First Lieutenant Commander” （缩写1LCDR）。 

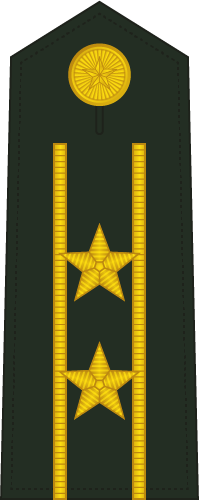
中國人民解放軍陸軍中校肩章
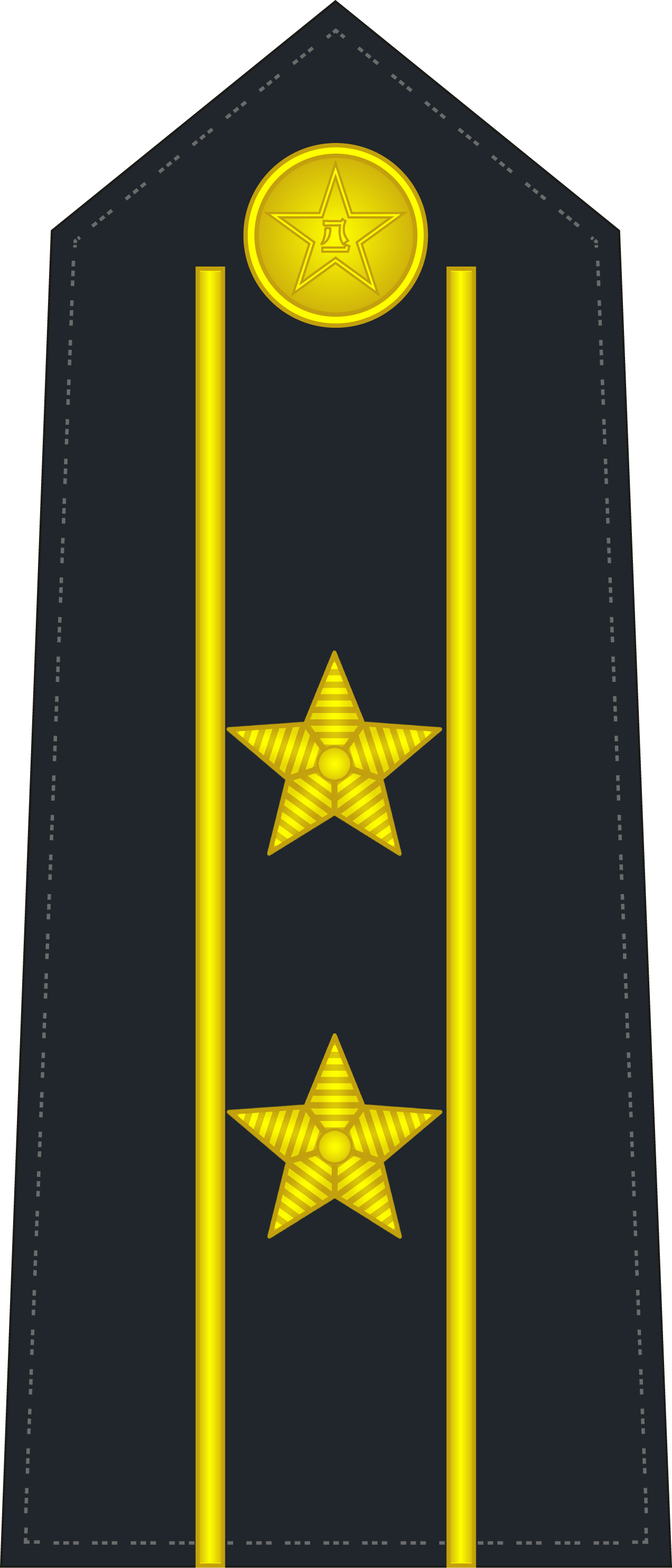
中國人民解放軍海軍中校肩章
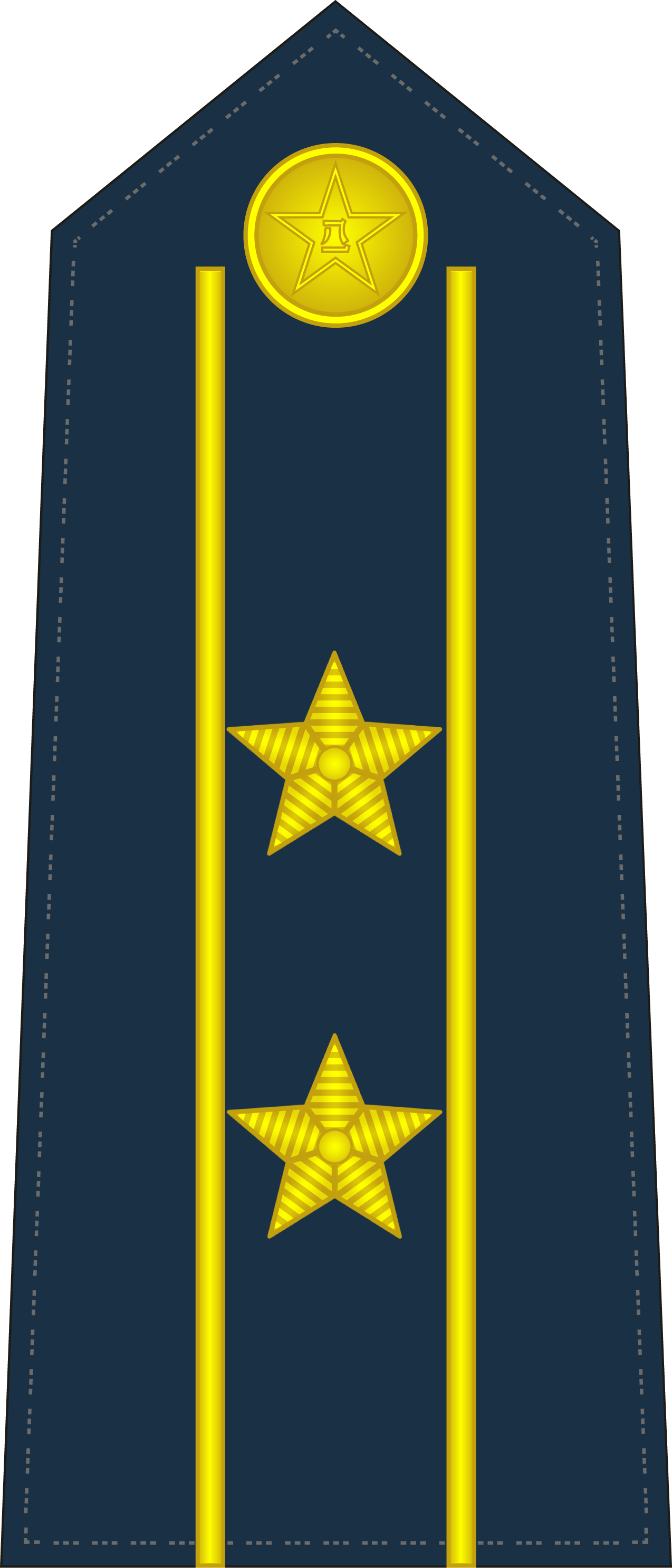
中國人民解放軍空軍中校肩章

## 其他

英國陸軍中校肩章
俄羅斯陸軍中校肩章
法國空軍中校肩章
德國海軍中校肩章
韓國陸軍中校肩章
日本航空自衛隊二等空佐(等同中校)肩章
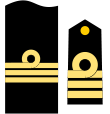
西班牙海軍指揮官(西班牙語:Capitán de Fragata，等同中校)肩章、袖章
前蘇聯紅軍陸軍中校肩章(1943~1955)